# Левин, Арон Вульфович
Арон Вульфович Ле́вин (1905—1974) — советский технолог-турбостроитель.

## Биография
Родился в 1905 году в Двинске (ныне Даугавпилс, Латвия). Окончил физико-математический факультет ЛГУ (1929) и энергомашиностроительный факультет Ленинградского политехнического института (разделенного в 1930 году на несколько отраслевых вузов, в том числе и на Всесоюзный котлотурбинный институт) в Ленинграде (1931).
С 1931 года и до последних дней жизни работал на ЛМЗ имени И. В. Сталина. В 1937—1944 начальник отдела прочности бюро паровых турбин, в 1944—1969 годах начальник бюро расчётов по проектированию паровых турбин, с 1969 года консультант.
Предложил новые методы расчета лопаток и дисков. Доктор технических наук (1961), профессор (1962).
Преподавал во втузе при ЛМЗ имени И. В. Сталина, профессор, читал курс «Конструирование турбин».

## Награды и премии
- Сталинская премия третьей степени (1948) — за разработку конструкции и технологии производства паровой турбины высокого давления мощностью 100 тыс. кВт при 3 000 об/мин
- Ленинская премия (1963) — за создание паровой турбины ПВК-200-130 мощностью 200 000 кВт на параметры 130 ата, 565 °С с промежуточным перегревом до 565 °С

## Сочинения
- Рабочие лопатки и диски паровых турбин М.-Л. : Госэнергоиздат, 1953. — 624 с.
- Прочность и вибрация лопаток и дисков паровых турбин /А. В. Левин, К. Н. Боришанский, Е. Д. Консон, 710 с. ил. 22 см, 2-е изд., перераб. и доп. Л. Машиностроение Ленингр. отд-ние 1981